# Davit

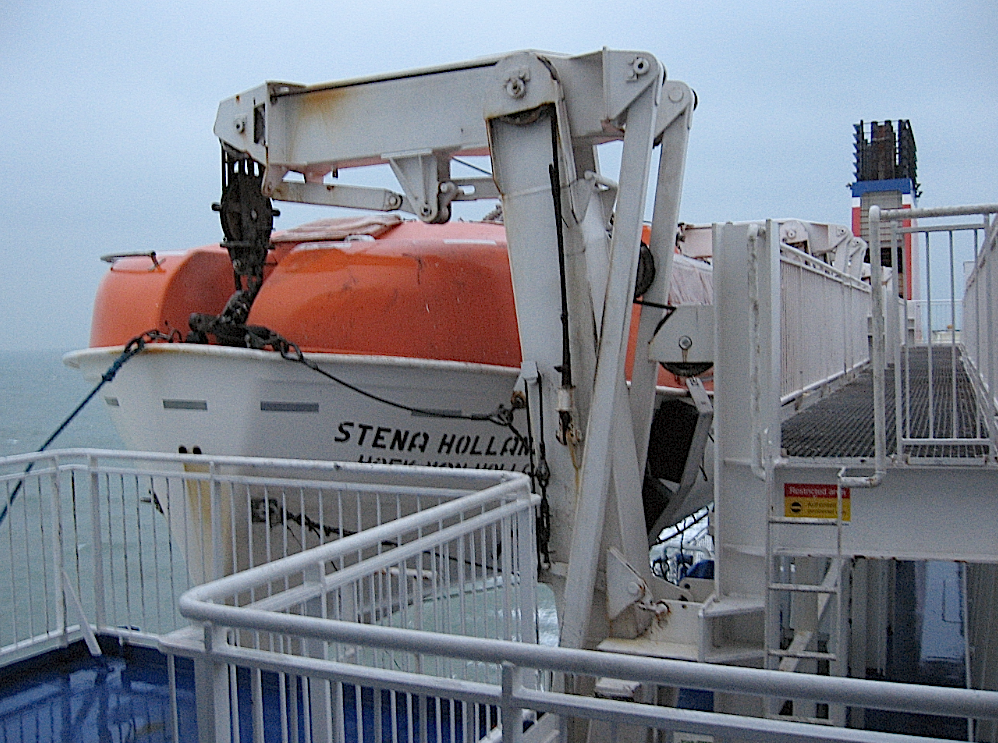
Davits met reddingsboot op veerboot op de Noordzee.

Een davit is een takel waar bijvoorbeeld een reddingsboot, reddingssloep of landingsvaartuig (bijvoorbeeld bij een amfibisch transportschip) aan hangt. Meestal zijn er twee davits per boot.
De davits kunnen uitgedraaid worden zodat de sloep buiten de romp van het schip hangt. Met lieren wordt de sloep neergelaten tot op het water, waar hij wordt ontkoppeld. 
Soms worden de davits gebruikt voor het neerlaten van een sloep om personen, bemanning of passagiers, naar de oever te brengen. Er gaat dan bijvoorbeeld iemand mee van de bemanning om de takels te ontkoppelen en om (met nog enkele bemanningsleden) te roeien.
Tijdens ernstige situaties, bijvoorbeeld het mogelijke zinken van het schip, worden de davits uitgedraaid en de reddingsboten tot op relinghoogte gebracht. Vervolgens kunnen de passagiers, meestal eerst vrouwen en kinderen, in de sloepen plaatsnemen. Bij voldoende sterke constructies kunnen passagiers in een reddingsboot plaatsnemen vóórdat die buitenboord gedraaid en neergelaten wordt.
Een windmolen kan ook met een davit uitgerust zijn. Hieraan hangt een ketting voor het bedienen van de remkleppen van het gevlucht.

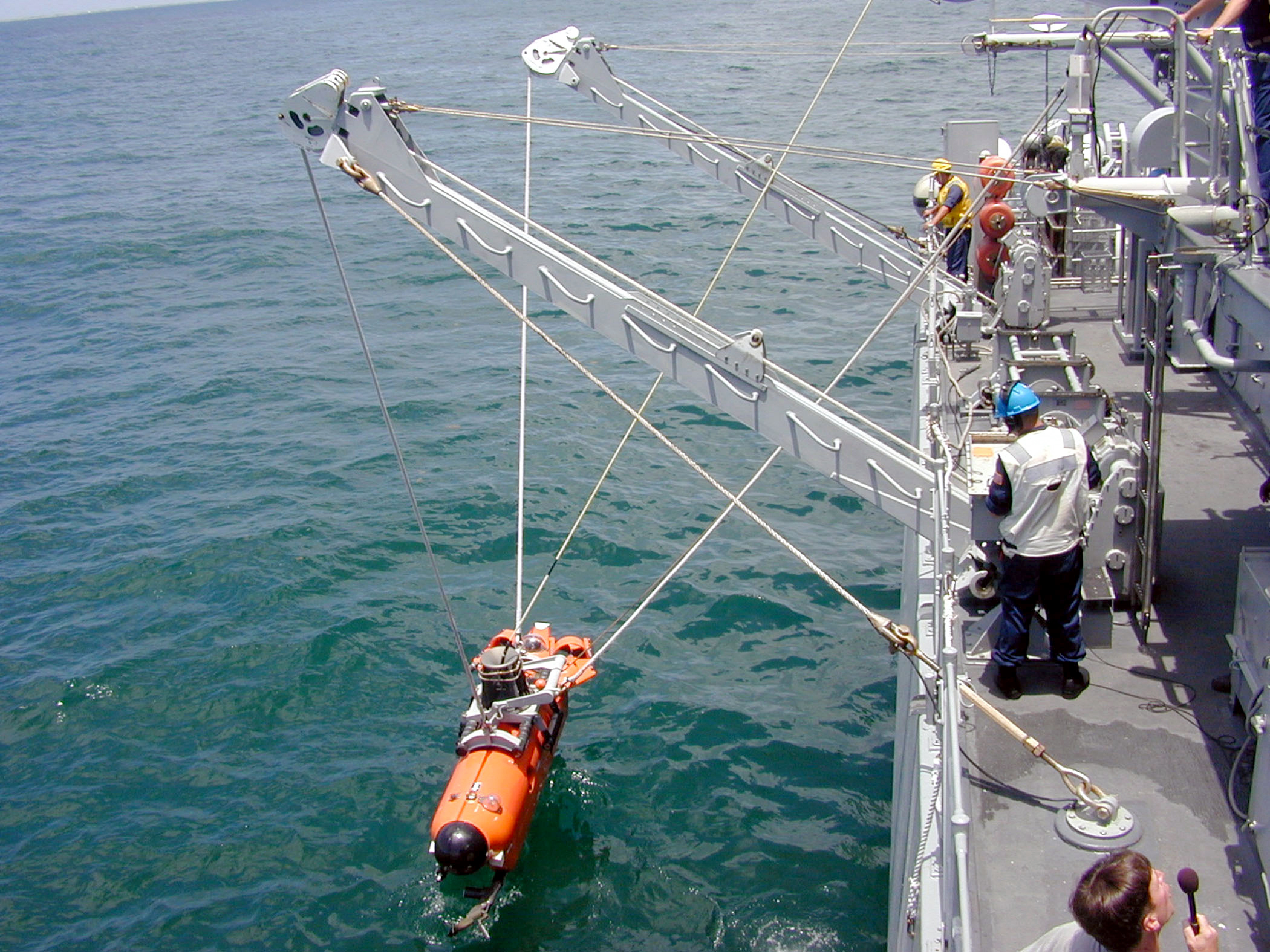
Davit in gebruik
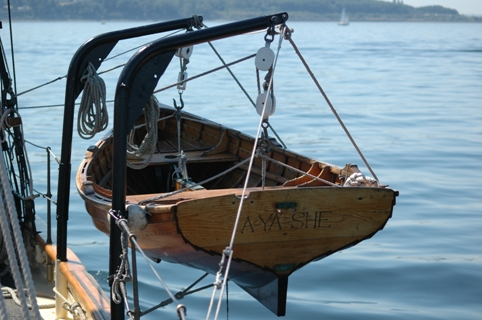
Roeibootje hangt in de davits
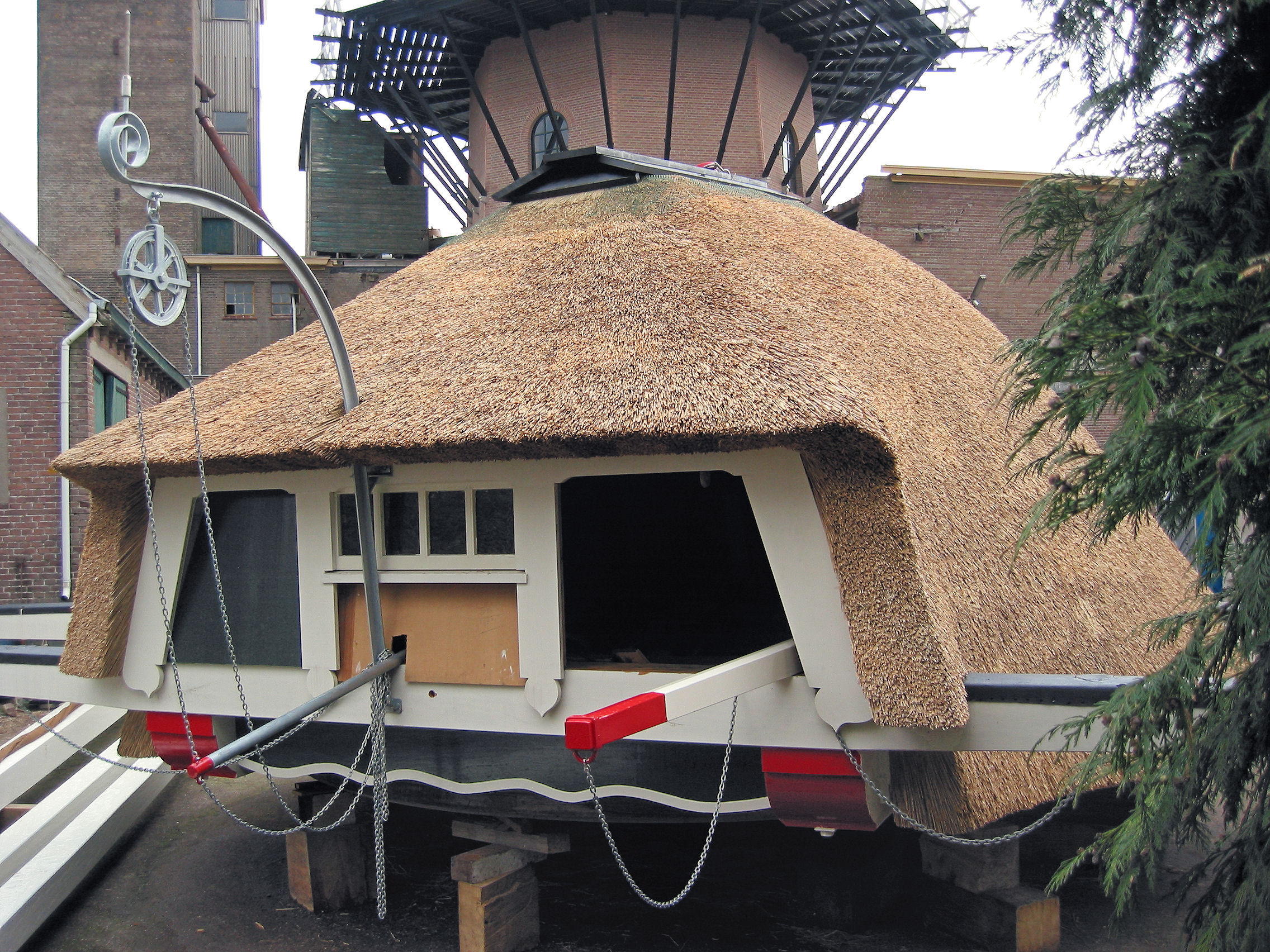
Achterkeuvelens met davit